# Igreja Reformada na Venezuela
A Igreja Reformada na Venezuela  (IRV) - em espanhol Iglesia Reformada en Venezuela - é uma denominação reformada continental, estabelecida na Venezuela em 1985 pelo Rev. César Rodriguez e outros pastores evangélicos nacionais que aderiram à Fé Reformada.

## História
A Igreja Reformada na Venezuela surgiu em 1985, quando um grupo de pastores evangélicos venezuelanos, liderados pelo Rev. César Rodriguez, aderiram à Fé Reformada.
A primeira igreja foi fundada em Barquisimeto e a segunda em Valência. Em 1988 as duas igrejas formaram uma federação.
Posteriormente, igrejas foram plantadas em Quíbor, Acarigua, Maracaibo e El Tierral.
Em 2018, a denominação já era formada por 6 igrejas, que juntas tinham cerca de 350 membros.

## Doutrina
A IRV subscreve as Três Formas da Unidade (Confissão Belga, Catecismo de Heidelberg e Cânones de Dort).

## Relações intereclesiásticas
A denominação tem relacionamento de igreja-irmã com as Igrejas Reformadas Liberadas.